# José Bosingwa
José Bosingwa da Silva (Mbandaka, Zaire, 24 de agosto de 1982) es un exfutbolista portugués de origen congoleño. Se desempeñaba como defensa en el Trabzonspor del cual fue su último equipo profesional.
Tuvo pasos exitosos por el Porto y el Chelsea de la premier, con los que llegó a ganar múltiples títulos; entre ellos una Champions con cada club.

## Trayectoria

### Primeros años
Nacido en Mbandaka, Zaire, de padre portugués y una madre congoleña, Bosingwa se trasladó con sus padres a una edad muy joven a Seia, al interior de Portugal, en el distrito de Guarda.
Él fue escogido como un joven para jugar en Boavista FC, haciendo su debut profesional en préstamo al SC Freamunde en la segunda división, y aparece en último lugar jugando para el Chelsea FC, comenzó su carrera como mediocampista .

### Porto
Después de dos temporadas completas con Boavista, Bosingwa firmó con el vecino del FC Porto, entrenado por José Mourinho, para la temporada 2003-04. En su campaña de debut, que fue utilizado con moderación, jugando en sólo 11 ligas juegos. Él debutó en la UEFA Champions League el 16 de septiembre de 2003, en un 1-1 fuera un empate ante el FK Partizan, apareciendo en nueve partidos en el club de campaña victoriosa.
Plenamente establecido como la primera opción en el lateral derecho en Oporto, ya que la temporada 2004-05, después de las salidas de Paulo Ferreira y el veterano Carlos Secretário, Bosingwa es un elemento vital en la conquista del equipo de otros tres títulos de liga, en cuatro temporadas.
En la temporada 2004-05 terminó con una nota amarga, ya que en mayo, Bosingwa estaba al volante de su jeep cuando el exceso de velocidad y las condiciones húmedas de la carretera lo llevó a un grave accidente, con el vehículo derrapando en la autopista y rodando por un terraplén antes de estallar en llamas. Junto con el jugador de Porto, cuatro futbolistas de otros recorridos, incluyendo al reproductor del Boavista Nélson. Todos escaparon con vida, pero uno de ellos, Sandro Luís (jugador del modesto Grupo Desportivo os Minhocas), tuvo que tener su pierna izquierda amputada como resultado del accidente, que tuvo lugar en Valongo. Bosingwa fue posteriormente suspendido por el club.

### Chelsea

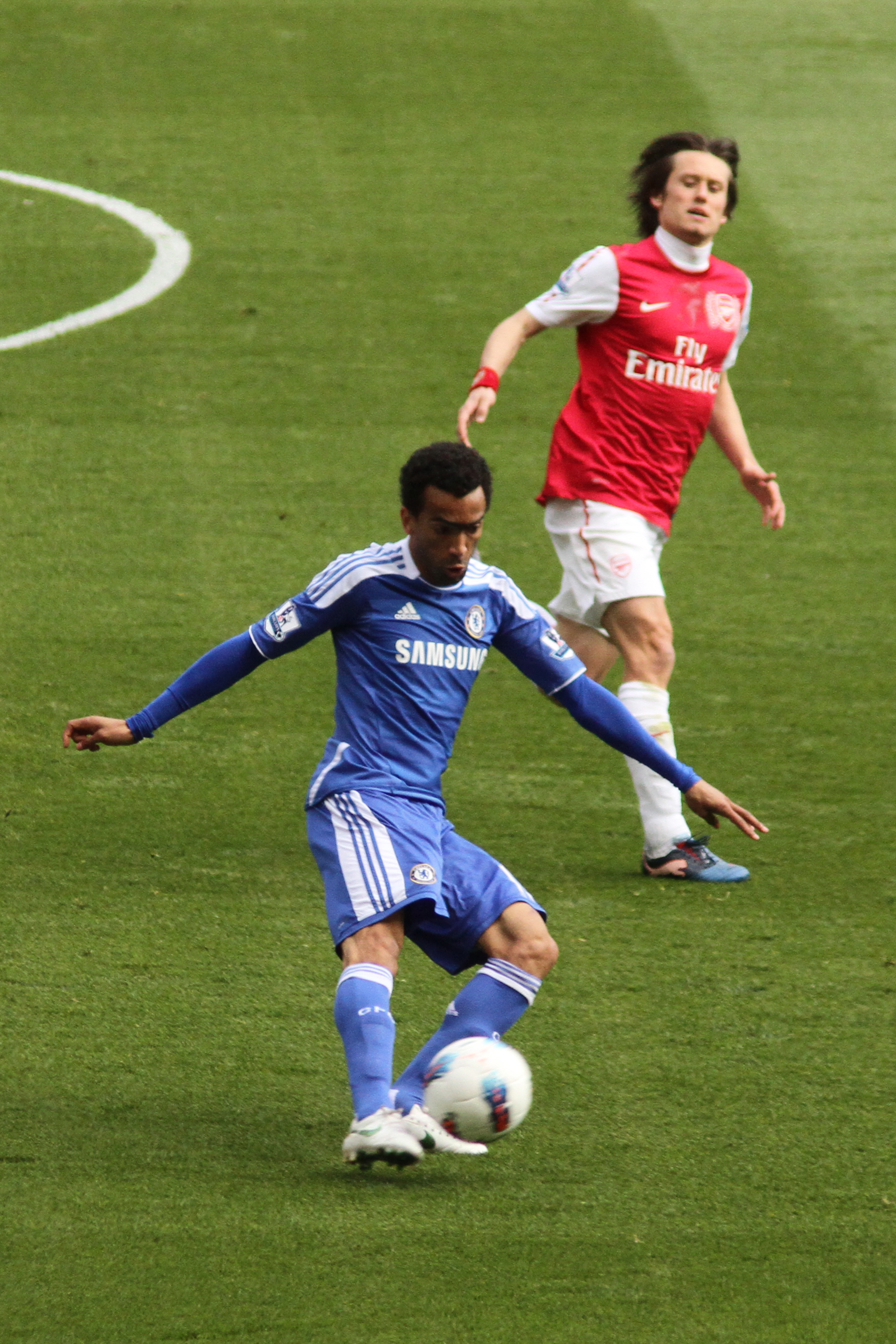
Bosingwa disputando un partido de la Premier League frente a su rival del Arsenal, Tomáš Rosický

El 11 de mayo de 2008,el Oporto anunció que Bosingwa había llegado a acuerdos verbales con el Chelsea por 20.600.000 €. Firmó un contrato de tres años, y se unió al club de Londres después de la Eurocopa 2008, junto con el seleccionador de Portugal, Luiz Felipe Scolari y su compañero internacional Deco. El 16 de julio, fue presentado oficialmente con el número 16, pero cambió al 17 después de intercambiar números con Scott Sinclair.
Bosingwa hizo su debut en la Premier League con los Blues el 17 de agosto, en una victoria en casa por 4-0 ante el Portsmouth. Su primera aparición fue la Liga de Campeones el próximo mes, contra el FC Girondins de Bordeaux (mismo lugar, mismo resultado). Anotó su primer gol con el Chelsea contra el Stoke City. El 27 de septiembre de 2008, la adición de un segundo con un impresionante pie izquierdo atentado contra el West Bromwich Albion, anotando desde unos 25 metros en una victoria a domicilio 3-0.
El 1 de febrero de 2009, Bosingwa estuvo involucrado en un incidente en el campo, donde el sello de Liverpool Yossi Benayoun directamente en la parte de atrás, sin hacer ningún intento de jugar el balón. Aunque el árbitro Mike Riley no lo vio, el asistente Mo Matadar más tarde afirma haber visto el incidente, lo que indica una falta en el momento, pero posteriormente la concesión del Chelsea de un saque de banda. En los días posteriores al partido, la Asociación de Fútbol afirmó que la normativa FIFA les impedía la imposición de sanciones disciplinarias sin reserva o una expulsión fue emitida.
Bosingwa fue suspendido por tres partidos europeos como resultado de los comentarios que hizo sobre el arbitraje de las semifinales de la Liga de Campeones de la segunda etapa en el choque contra el FC Barcelona (6 de mayo de 2009, 1-1 en Inglaterra ) en la televisión portuguesa. Él declaró: "No sé si es un árbitro o un ladrón", pero más tarde se disculpó por su elección de las palabras. La prohibición fue luego reducida a dos juegos en la apelación.
El 19 de junio de 2009, el presidente del Bayern Múnich Karl-Heinz Rummenigge, admitió su derrota en el intento de su club para firmar Bosingwa, quien se mantuvo en Stamford Bridge. Él sufrió una lesión en la rodilla, en octubre, que se hizo disponible para el resto de la temporada. El club anunció a principios de marzo que necesitaba una nueva cirugía, descartando lo sacaron de la Copa Mundial de Fútbol de 2010.
El 16 de octubre de 2010, exactamente un año después de su lesión, reapareció en el Chelsea Bosingwa contra el mismo oponente, el Aston Villa jugando los últimos 15 minutos en un 0-0 empate en Villa Park después de la sustitución de su compatriota Ferreira en la segunda mitad, ambos fueron relegados a la banca por Branislav Ivanovic.
En la temporada 2011-12, tras el nombramiento de su compatriota André Villas-Boas como director, Bosingwa regresó a la alineación titular. El 27 de agosto de 2011, que marcó su primer gol en tres años después de una huelga de 25 yardas contra el Norwich City, en la victoria por 3-1.
El 23 de octubre de 2011, en un partido contra el Queens Park Rangers, Bosingwa fue polémicamente expulsado por el árbitro Chris Foy después de un desafío con Shaun Wright-Phillips, el Chelsea llegó a perder 0-1 de distancia, desde el punto de penal, con Didier Drogba también expulsado de roja directa. A finales de noviembre, se inició en el partido de Liga de Campeones de la fase de grupos con el Bayer 04 Leverkusen en el lateral izquierdo, jugando fuera de posición para sustituir al lesionado Ashley Cole en una derrota 1-2 final. 
El 24 de abril de 2012 Bosingwa jugó un papel vital en la famosa victoria del Chelsea en Barcelona, en la Liga de Campeones. Él reemplazó al lesionado Gary Cahill a los 12 minutos y ayudó a su lado a un récord de 2-2 en el Camp Nou para pasar a la final de la Liga de Campeones de 3-2 en el global. Durante la mayor parte del partido Bosingwa tuvo que jugar de defensor central debido a lesiones y suspensiones del Chelsea.
El 19 de mayo de 2012, luego de la suspensión de Ivanovic por acumulación de tarjetas frente al Barcelona, Bosingwa jugó todo el partido de la final de La Liga de Campeones en contra del Bayern Múnich, que el Chelsea terminaría adjudicándose tras una intensa definición a penales. Fue el último partido en Chelsea tanto para Bosingwa como para Didier Drogba, héroe de la final en Múnich.

### Queens Park Rangers
Luego de que su contrato con el Chelsea expirara en 2012, Bosingwa se unió al Queens Park Rangers de la Premier League de Inglaterra, firmando un contrato por tres años.

## Selección nacional
Debido a sus actuaciones coherentes a nivel de clubes, Bosingwa recibió su primera convocatoria con la selección portuguesa en mayo de 2007 para una clasificaciones de la Eurocopa 2008, sustitución de Miguel en la segunda mitad de la victoria por 2-1. Después de adelantar al Valencia CF en la Liga de Campeones, como jugador de primera elección, fue titular en los cuatro partidos en la fase final en Austria y Suiza, ya que Portugal quedó eliminado en los cuartos de final, siendo incluido en el equipo del torneo.
Bosingwa también representó a su país en los Juegos Olímpicos de Atenas 2004, y el Campeonato Europero Sub-21 de Fútbol 2004. A pesar de que jugó con Portugal en sub-21, también fue elegible para representar a la República Democrática del Congo si presentaba una solicitud para aplicar en el año 2004. Posteriormente, fue invitado por la nación africana a aparecer para ellos en la calificación de la Copa Mundial de Fútbol de 2006.
El 8 de noviembre de 2011, Bosingwa se retiró del fútbol internacional, hasta la eliminación del gerente Paulo Bento. Este último afirmó que el jugador se quedó fuera de los partidos de clasificación de la Eurocopa 2012 contra Bosnia y Herzegovina por ser mentalmente inestable, de la Federación Portuguesa de Fútbol, criticando al jugador por su decisión y el momento de su declaración.

### Participaciones en Copas del Mundo
| Torneo               | Sede      | Resultado        | Partidos | Goles |
| -------------------- | --------- | ---------------- | -------- | ----- |
| Copa Mundial de 2010 | Sudáfrica | Octavos de final | 0        | 0     |

## Clubes
| Equipo                | País       | Año         | Partidos | Goles |
| --------------------- | ---------- | ----------- | -------- | ----- |
| Boavista FC           | Portugal   | 2000 - 2003 | 60       | 0     |
| SC Freamunde (cedido) | Portugal   | 2000 - 2001 | 11       | 0     |
| FC Porto              | Portugal   | 2003 - 2008 | 152      | 3     |
| Chelsea FC            | Inglaterra | 2008 - 2012 | 126      | 3     |
| Queens Park Rangers   | Inglaterra | 2012 - 2013 | 24       | 1     |
| Trabzonspor           | Turquía    | 2013 - 2016 | 82       | 0     |

## Palmarés

### Campeonatos nacionales
| Título                | Equipo     | País       | Año     |
| --------------------- | ---------- | ---------- | ------- |
| Supercopa de Portugal | FC Porto   | Portugal   | 2003    |
| Primeira Liga         | FC Porto   | Portugal   | 2003-04 |
| Supercopa de Portugal | FC Porto   | Portugal   | 2004    |
| Copa de Portugal      | FC Porto   | Portugal   | 2005-06 |
| Primeira Liga         | FC Porto   | Portugal   | 2005-06 |
| Supercopa de Portugal | FC Porto   | Portugal   | 2006    |
| Primeira Liga         | FC Porto   | Portugal   | 2006-07 |
| Primeira Liga         | FC Porto   | Portugal   | 2007-08 |
| FA Cup                | Chelsea FC | Inglaterra | 2008-09 |
| Community Shield      | Chelsea FC | Inglaterra | 2009    |
| FA Cup                | Chelsea FC | Inglaterra | 2009-10 |
| Premier League        | Chelsea FC | Inglaterra | 2009-10 |
| FA Cup                | Chelsea FC | Inglaterra | 2011-12 |

### Campeonatos internacionales
| Título                | Equipo     | Sede          | Año     |
| --------------------- | ---------- | ------------- | ------- |
| UEFA Champions League | FC Porto   | Gelsenkirchen | 2003-04 |
| Copa Intercontinental | FC Porto   | Yokohama      | 2004    |
| UEFA Champions League | Chelsea FC | Múnich        | 2011-12 |

### Distinciones individuales
| Distinción                                 | Año  |
| ------------------------------------------ | ---- |
| Incluido en el Equipo ideal de la Eurocopa | 2008 |